# 福原綾香
福原綾香（日语：／ Fukuhara Ayaka，1989年12月31日—）是日本的女性聲優，ACROSS ENTERTAINMENT所屬，VIMS前所屬。
鹿兒島縣出身。曾就讀日本播音演技研究所。

## 人物
幼少時想要成為獸醫，在看過《HUNTER×HUNTER R》之後開始想以聲優為目標。15歲時曾身兼廣播社、美術社、合唱團三個社團的成員，之後為了取得營養師資格進入大學就讀。
學生時代為了克服對人恐懼症，加入合唱團並參加辯論大會。
最初在試鏡時認為自己並未通過，知道結果合格後感到非常開心，甚至睡不著覺。
2020年10月，與同為聲優的中西伶郎結婚。

## 演出作品
※粗體字為主要角色。

### 電視動畫
2013年
- 革神語（日之原仍）
- 薔薇少女（新動畫）（女高中生）
- 我不受歡迎，怎麼想都是你們的錯！（保險醫）
- 戀愛研究所（夏緒的姐姐）

2014年
- 探險托里蘭托 -1000年的真寶-（天上女神娜夏）
- 人生諮詢電視動畫「人生」（黑川真理）
- TRINITY SEVEN（璐古[6]）
- 大圖書館的牧羊人（女學生E、委員長）

2015年
- 偶像大師 灰姑娘女孩（澀谷凜）

2016年
- SUPER LOVERS（安西望未）
- Qualidea Code（凜堂螢）
- ViVid Strike!（萊拉·卡布利斯）

2017年
- SUPER LOVERS 2（女性客）
- 偶像大師 灰姑娘女孩劇場（澀谷凜）
- 狂賭之淵（五十嵐清華）
- 戰鬥女子學園（御劍風蘭）
- Dies irae（綾瀨香純、約翰）
- 犬屋敷（中本、女子、女學生、學生）
- 偶像大師 灰姑娘女孩劇場 2nd SEASON（澀谷凜）

2018年
- 隊長小翼（岬太郎）
- 千銃士（約翰）
- 夢王國與沉睡中的100位王子殿下（小基艾爾）
- 小邪神飛踢（涼）
- 偶像大師 灰姑娘女孩劇場 3rd SEASON（澀谷凜、女性粉絲）

2019年
- 狂賭之淵××（五十嵐清華[7]）
- Mysteria Friends（古蕾婭）
- Fairy Gone（維洛妮卡·索恩[8]）
- 偶像大師 灰姑娘女孩劇場 CLIMAX SEASON（澀谷凜）
- 少女前線 人形小劇場 -治癒篇-（G11、RO635）
- 美妙射擊部（四十宮塔子）

2020年
- 少女前線 人形小劇場 -狂亂篇-（Gr G11、RO635）
- 請在伸展台上微笑（木崎香留[9]）
- 碧藍航線（俾斯麥）
- 新櫻花大戰 the Animation（安娜史塔西亞·帕爾馬）
- 小邪神飛踢'（涼）
- 食戟之靈 豪之皿（料理人H）
- Healin' Good ♥ 光之美少女（樹朔夜）
- 小碧藍幻想！（古蕾婭）
- 咒術迴戰（電話留言）

2021年
- 裝甲娘戰機（海陽）
- 碧藍航線 微速前進！（俾斯麥、U-556）
- Tropical-Rouge！光之美少女（白鳥百合子）
- 給不滅的你（母親）
- 平穩世代的韋馱天們（巴茲）

2022年
- Irodori Midori（御形愛麗絲安娜）
- 超異域公主連結 Re:Dive Season 2（千歌[10]）
- 式守同學不只可愛而已（狼谷[11]）
- Extreme Hearts（橘雪乃）
- 小邪神飛踢X（涼）

2023年
- 給不滅的你 Season2（塞拉[12]）
- 偶像大師 灰姑娘女孩 U149（澀谷凜）
- 隊長小翼Season2 Jr.青少年篇（岬太郎[13]）
- 位於戀愛光譜極端的我們（山名笑琉[14]）

2024年
- 烏鴉不擇主（真赭薄[15]）
- 精靈小姐瘦不了（男鹿[16]）

2025年
- Unnamed Memory 無名記憶 Act.2（尼爾）
- 歲月流逝飯菜依舊美味（大田真由美）
- 搖滾樂是淑女的嗜好（院瀨見蒂娜）

### 劇場版動畫
2015年
- 劇場版 蒼藍鋼鐵戰艦 -ARS NOVA- DC（妙高）
- 劇場版 蒼藍鋼鐵戰艦 -ARS NOVA- Cadenza（妙高）

2017年
- 劇場版 TRINITY SEVEN -悠久圖書館與鍊金術少女-（光神璐古）

2019年
- 劇場版 TRINITY SEVEN - 天空圖書館與真紅魔王-（光神璐古）

### 網路動畫
2021年
- 少女前線 人形小劇場 -治癒篇2-（Gr G11、RO635）

### 遊戲
2012年
- 偶像大師 灰姑娘女孩（澀谷凜）

2014年
- 聖潔天使～第2風紀委員少女戰鬥〜（類型MU-21娜娜）
- 碧藍幻想（古蕾婭[17]）
- 巴哈姆特之怒（古蕾婭[18]）

2015年
- 偶像大師 灰姑娘女孩 星光舞台（澀谷凜）
- 公主連結！（三角千歌）
- 戰鬥女子學園（御剑风兰）

2016年
- 戰艦少女R（俾斯麥、飛鷹）

2017年
- 少女前線（RO635、G11）

2018年
- 超異域公主連結 Re:Dive（千歌[19]、古蕾婭、凜）
- 拳皇XIV（娜吉德）
- 洛克人11 命運的齒輪！！（洛克人）

2019年
- 47 HEROINES（纖月燕朱[20]）
- 人面牛都市傳說（九段朔夜[21]）
- 新櫻花大戰（安娜史塔希雅·帕爾馬[22]）
- 碧藍航線（俾斯麥）

2022年
- 無期迷途（卓婭）
- 原神（迪希雅）
- 賽馬娘（采珠）

2023年
- 拳皇XV（娜吉德）
- 快打旋風6（瑪儂）

2024年
- 寶可夢大師（大麗）

### CD

#### 廣播劇CD
2012年
- ZONE-00 廣播劇CD「劇-III」（少女役）

2013年
- 偶像大師 灰姑娘女孩 漫畫選集（澀谷凜）
  - cute VOL.2 付屬 cute的廣播劇CD
  - cool VOL.2 付屬 cool的廣播劇CD
  - passion VOL.2 付屬 passion的廣播劇CD
- STARMINE（星野里梨）※漫畫第4卷附贈廣播劇CD特裝版[23]
- 聖劍與魔龍的世界（雅莉·D·白亞[24]）

2014年
- THE IDOLM@STER CINDERELLA GIRLS 2ndLIVE PARTY M@GIC!! PARTY M@GIC SPECIAL 廣播劇CD PARTY TIME不會結束（澀谷凜[25]）
- STARMINE（星野里梨）※漫畫第5卷附贈廣播劇CD特裝版[26]

### 廣播
- （NICONICO動畫「響 -HiBiKi- 頻道」：2012年－2014年）[27]

#### 廣播連續劇
2013年
- VOMIC 暗殺教室（片岡惠）

## 外部連結
- 事務所公開簡歷 （页面存档备份，存于）（日語）